# Ugo Mola
Pour les articles homonymes, voir Mola.

a Compétitions nationales et continentales officielles uniquement.

b Matchs officiels uniquement.
Ugo Mola, né le 14 mai 1973 à Sainte-Foy-la-Grande, est un joueur et entraîneur français de rugby à XV qui jouait au poste de trois-quarts aile ou arrière. Formé à Blagnac puis au Stade toulousain, il compte 12 sélections en équipe de France de rugby à XV.
Depuis la saison 2015-2016, il est l'entraîneur en chef du Stade toulousain, succédant ainsi à Guy Novès. Il partage ce rôle avec Régis Sonnes en 2018-2019, saison ponctuée de nombreux records sportifs au terme de laquelle le club décroche le titre de champion de France. En 2021, il mène l'équipe au deuxième doublé de son histoire en remportant la Coupe d'Europe et le Championnat de France. Le club remporte ensuite le Championnat de France en 2023 et réalise un nouveau doublé Champions Cup - Championnat de France en 2024.

## Biographie

### Carrière de joueur
Ugo Mola est né le 14 mai 1973 à Sainte-Foy-la-Grande dans le département de la Gironde.
Formé à Blagnac, il rejoint le voisin toulousain en 1990, à 17 ans. Il était arrière et devient polyvalent, capable de jouer à l'aile ou même à l'ouverture en fonction des besoins de son club. Avec le Stade toulousain, il remporte trois fois le Championnat de France en 1994, 1995 et 1996 et la coupe d'Europe en 1996.
Il y reste jusqu'en 1996, date à laquelle il rejoint l'US Dax avec qui il dispute la Coupe d'Europe 1997, réussissant l'exploit de terminer à la première place de sa poule devant Bath Rugby, atteignant ainsi les quarts de finale contre le Stade toulousain, Il inscrit six essais au total en Coupe d'Europe dont deux lors de ce quart de finale. Le sélectionneur Jean-Claude Skrela, qu'il a connu lors de ses premières années au Stade toulousain, l'appelle alors en équipe de France pour la première fois lors du Tournoi des cinq nations 1997. Il dispute le 15 mars 1997 son premier match avec le maillot bleu contre l'Écosse. La France l'emporte facilement 47 à 20.
À l'intersaison 1997, Ugo Mola rejoint le Castres olympique. Blessé lors de la Coupe du monde de rugby à sept, il manque le début de la saison 1997-1998, il ne disputera que le dernier match de la saison à Perpignan en quart de finale du championnat de France.
Il est rappelé en équipe de France en 1999. Il est alors sélectionné pour les test-matchs de juin puis pour la Coupe du monde 1999. Lors des phases finales de la compétition, il est remplaçant. Il rentre en jeu au cours du quart-de-finale, de la demi-finale puis de la finale. Il participe ainsi à la victoire historique face à la Nouvelle-Zélande en demi-finale 43 à 31 puis à la défaite en finale face à l'Australie 35 à 12. La finale de la Coupe du monde restera sa dernière sélection.
Avec Castres, Ugo Mola joue une demi-finale du championnat de France contre ses anciens partenaires du Stade toulousain en 2001 puis une demi-finale de Coupe d'Europe contre le Munster en 2002, terminant meilleur marqueur de la compétition avec 7 essais. Il gagne le Bouclier européen et le Challenge Sud Radio en 2003. Il reste au Castres olympique jusqu'à sa fin de carrière en 2005.

### Carrière d'entraineur et de consultant

#### SC Mazamet
Dès que sa carrière de joueur est terminée, Ugo Mola entame celle d'entraîneur en coachant le SC Mazamet lors de la saison 2005-2006 en Fédérale 2.

#### Castres olympique
En 2006, Ugo Mola rejoint son dernier club en tant que joueur, le Castres olympique pour remplacer Philippe Bérot au poste d'entraîneur des arrières auprès du manager Laurent Seigne. En avril 2007, alors que Castres joue son maintien en Top 14 et n'a plus que quatre rencontres à disputer, le président Pierre-Yves Revol décide de se séparer du manager Laurent Seigne et confie la direction de l'équipe première à Ugo Mola et Mauricio Reggiardo. L'Argentin est un ancien joueur castrais et jouait au SC Mazamet en 2005-2006 alors entraîné par Mola. À l'inter-saison 2007, l'Argentin est remplacé par l'Irlandais Jeremy Davidson. Cependant, à la suite de mauvais résultats, Ugo Mola est remercié par le club castrais le 10 décembre 2007. Il est remplacé par Alain Gaillard et Mark McCall.

#### CA Brive
En 2008, il est recruté par le CA Brive pour devenir entraîneur des arrières auprès du manager Laurent Seigne, manager qu'il a déjà côtoyé au Castres olympique. Il entraîne aux côtés de Christophe Laussucq, responsable des avants. Lors de leur première saison, ce trio d'entraîneurs obtient la sixième place du Top 14. Cette place qualifie le club pour la Coupe d'Europe. La deuxième saison est plus difficile. Le manager Laurent Seigne est poussé vers la sortie dès la fin du mois d'octobre 2009. Ugo Mola est alors promu responsable de l'équipe professionnelle avec pour adjoints Christophe Laussucq, conservé à son poste, et Didier Casadeï qui s'occupait de l'équipe espoirs. L'équipe n'arrive pas à conserver sa place en Coupe d'Europe. L'année suivante, l'entraîneur des avants Christophe Laussucq, contesté, décide de quitter ses fonctions en novembre 2010. Le duo formé par l'entraîneur en chef Ugo Mola et son adjoint, responsable des avants, Didier Casadeï reste seul responsable de l'équipe. Lors du championnat 2011-2012, ce duo d'entraîneurs, rejoint par Nicolas Godignon, responsable de la défense, ne parvient pas à maintenir le club en Top 14. Ugo Mola décide alors de quitter le club et est remplacé à son poste d'entraîneur en chef par Nicolas Godignon.

#### Consultant et une saison à Albi
De 2012 à 2014, il est consultant pour Canal+ : il participe à l'émission Les spécialistes rugby, le vendredi soir sur Canal+ Sport et commente des matchs de Top 14, le samedi sur Rugby+. Il est aussi consultant pour Sud Radio lors de la saison 2013-2014.
En 2014, Canal+ souhaite le conserver dans son équipe de consultant, mais son envie de retrouver le terrain est plus forte. Il signe un contrat de trois ans au SC Albi en tant que manager général. Lors de la saison 2014-2015, il mène l'équipe en demi-finale d'accession de Pro D2, niveau que le club n'avait pas atteint depuis la saison 2010-2011. En 2015, un an seulement après son arrivée dans le Tarn, il quitte le club albigeois. Il est remplacé par son ami Mauricio Reggiardo.

#### Stade toulousain

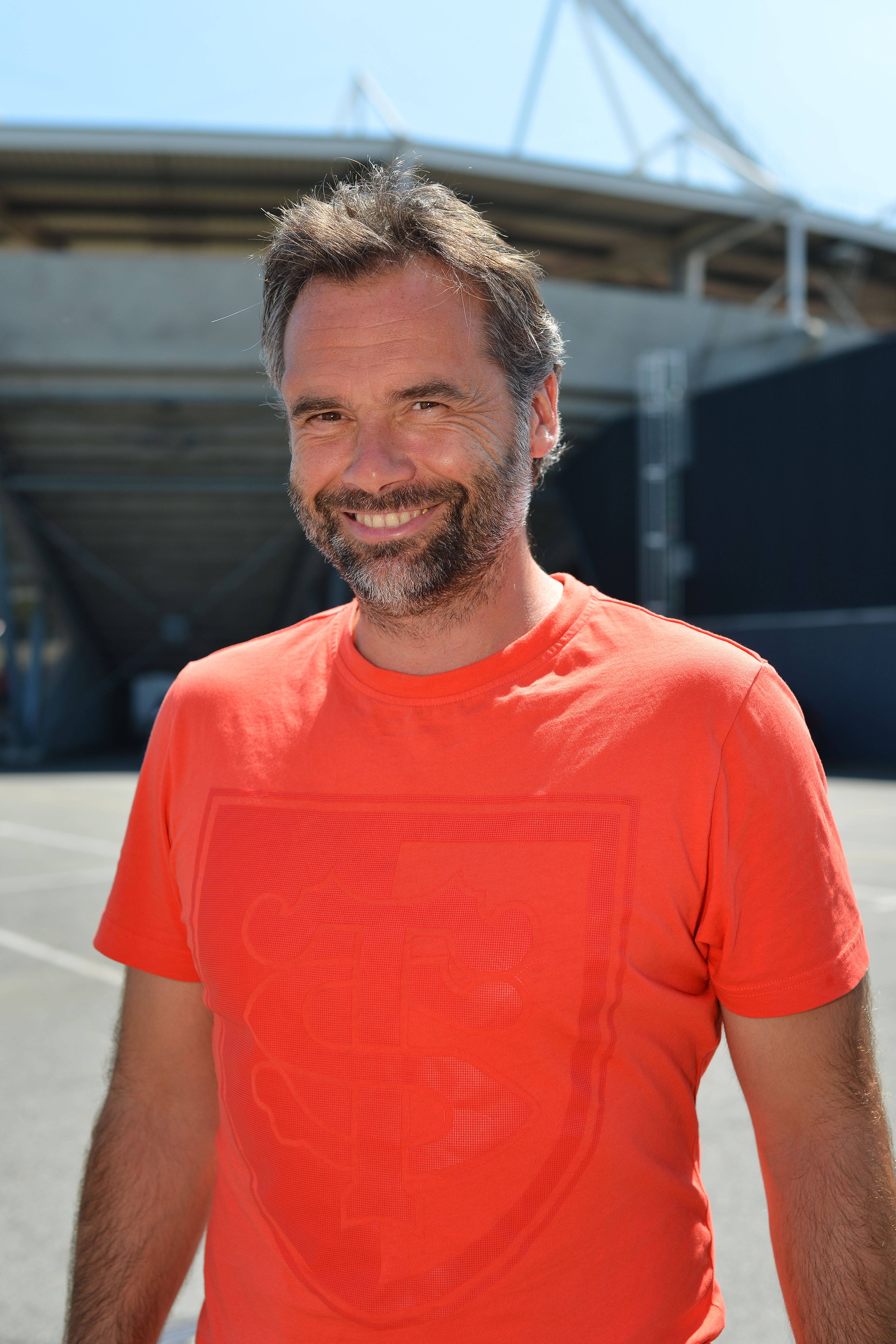
Ugo Mola au stade Ernest-Wallon en 2015.

À la suite du départ de Guy Novès, manager du Stade toulousain depuis 1993, pour devenir sélectionneur du XV de France, Ugo Mola est choisi par le président du club, Jean-René Bouscatel, pour lui succéder au poste d'entraîneur en chef. Fabien Pelous est aussi recruté par Toulouse pour devenir le nouveau directeur sportif. Mola et Pelous se partagent ainsi les prérogatives de Guy Novès. Il garde les mêmes entraîneurs adjoints que Guy Novès : William Servat, responsable des avants, et Jean-Baptiste Élissalde, responsable des arrières.
Pour son premier match à la tête du club, son équipe s'impose face à Brive sur le score de 24 à 7. Lors de la première saison, l'équipe est éliminée dès la phase de poules de coupe d'Europe mais il parvient à qualifier le club en barrages. Les Toulousains s'inclinent 21 à 16 sur la pelouse du Racing 92.
La deuxième saison est plus compliquée. Le club termine 12e du championnat, dernière place non-relégable. En 2017, Fabien Pelous et Jean-Baptiste Élissalde quittent le club. Les prérogatives du premier sont transférées vers le nouveau président, Didier Lacroix, et Émile Ntamack, nouveau manager de la formation, tandis qu'Élissalde n'est pas remplacé. Ugo Mola prend en charge l'entraînement des arrières. Le club effectue à l'intersaison un recrutement ciblé qui voit notamment les arrivées d'Antoine Dupont, Charlie Faumuina, Zack Holmes, Cheslin Kolbe ou le retour de prêt de Thomas Ramos. Ces joueurs s'imposent comme titulaires et permettent au Stade toulousain de terminer à la 3e place du championnat. Cette belle saison est stoppée en barrages par le Castres olympique du manager Christophe Urios, futur champion de France 2018,
qui vient s'imposer au Stade Ernest-Wallon (23-11).
En 2018, Régis Sonnes, ancien joueur du Stade toulousain de 1993 à 1997, rejoint Mola à la tête de l'équipe. Ils sont alors nommés co-entraîneurs principaux, Mola responsable des arrières, Sonnes responsable des avants et de la défense. Ils sont épaulés par trois autres anciens joueurs du Stade toulousain : William Servat, pour la mêlée, Jean Bouilhou, pour la touche, et Clément Poitrenaud, pour les skills.
En novembre 2018, il est choisi pour entraîner les Barbarians français aux côtés de William Servat pour une rencontre contre les Tonga au Stade Chaban-Delmas de Bordeaux.
En 2019, Régis Sonnes et Ugo Mola mènent le Stade toulousain à la victoire en championnat de France. À l'intersaison, William Servat quitte le club pour rejoindre le XV de France et est remplacé par Virgile Lacombe. Ugo Mola est promu manager de l'équipe tandis que Régis Sonnes devient entraîneur des avants, assisté par Lacombe, spécialiste de la mêlée, Clément Poitrenaud, entraîneur des arrières, et Laurent Thuéry, entraîneur de la défense. En 2020, après l'interruption de la saison 2019-2020 à cause de la pandémie de Covid-19, Ugo Mola est confirmé dans ses fonctions tandis que Régis Sonnes est remplacé par Jean Bouilhou, qui revient au club après avoir passé une saison à l'US Montauban.
En 2021, Mola mène l'équipe jusqu'au titre de Champions d'Europe en battant le Stade rochelais 22 à 17 en finale. Il devient alors le deuxième entraîneur à remporter la compétition, après l'avoir gagnée en tant que joueur, après Leo Cullen. Quelques semaines plus tard, le Stade toulousain fait le doublé en devenant également champion de France, battant à nouveau le Stade rochelais, sur le score de 18 à 8.
En 2023, Mola mène l'équipe jusqu'au titre de champion de France en battant le Stade rochelais 29 à 26 en finale. Il remporte donc son quatrième titre : trois titres de Top 14 et une Champions Cup en 2021. À la fin de cette année civile, il est élu dans le meilleur staff d'entraîneurs du Top 14.
En 2024, Mola mène à nouveau l'équipe jusqu'au titre de championne d'Europe en battant le Leinster en finale, 31 à 22 après les prolongations (15 - 15 à la 80e minute). Quelques semaines plus tard, le Stade toulousain est également en finale de Top 14 et affronte l'Union Bordeaux Bègles au Stade Vélodrome de Marseille. Ils s'imposent largement 59 à 3 pour le quatrième Bouclier de Brennus pour Mola à la tête de Toulouse.

## Statistiques

### Statistiques en équipe nationale
- 12 sélections
- 6 essais (30 points)
- Sélections par année : 1 en 1997, 11 en 1999
- Coupe du monde :
  - 1999 : 6 sélections (Canada, Namibie, Fidji, Argentine, Nouvelle-Zélande, Australie) et 3 essais marqués.

### Entraîneur
| Saison      | Club              | Division   | Poste                  | Classement                             | Coupe d'Europe             | Challenge européen         |
| ----------- | ----------------- | ---------- | ---------------------- | -------------------------------------- | -------------------------- | -------------------------- |
| 2005 - 2006 | SC Mazamet        | Fédérale 2 | Manager                | Promotion en Fédérale 1                | -                          | -                          |
| 2006 - 2007 | Castres olympique | Top 14     | Arrières               | 11e                                    | Éliminé en poule           | -                          |
| 2008 - 2009 | CA Brive          | Top 14     | Arrières               | 6e                                     | -                          | Éliminé en quart-de-finale |
| 2009 - 2010 | CA Brive          | Top 14     | Manager                | 9e                                     | Éliminé en poule           | -                          |
| 2010 - 2011 | CA Brive          | Top 14     | Manager                | 12e                                    | -                          | Éliminé en quart-de-finale |
| 2011 - 2012 | CA Brive          | Top 14     | Manager                | 13e, relégation                        | -                          | Éliminé en demi-finale     |
| 2014 - 2015 | SC Albi           | Pro D2     | Manager                | 5e, éliminé en demi-finale d'accession | -                          | -                          |
| 2015 - 2016 | Stade toulousain  | Top 14     | Entraîneur principal   | 5e, éliminé en barrages                | Éliminé en poule           | -                          |
| 2016 - 2017 | Stade toulousain  | Top 14     | Entraîneur principal   | 12e                                    | Éliminé en quart-de-finale | -                          |
| 2017 - 2018 | Stade toulousain  | Top 14     | Entraîneur principal   | 3e, éliminé en barrages                | -                          | Éliminé en poule           |
| 2018 - 2019 | Stade toulousain  | Top 14     | Coentraîneur principal | Champion de France                     | Éliminé en demi-finale     | -                          |
| 2019 - 2020 | Stade toulousain  | Top 14     | Manager                | 7e (arrêt du championnat)              | Éliminé en demi-finale     | -                          |
| 2020 - 2021 | Stade toulousain  | Top 14     | Manager                | Champion de France                     | Champion d'Europe          | -                          |
| 2021 - 2022 | Stade toulousain  | Top 14     | Manager                | 4e, éliminé en demi-finale             | Éliminé en demi-finale     | -                          |
| 2022 - 2023 | Stade toulousain  | Top 14     | Manager                | Champion de France                     | Éliminé en demi-finale     | -                          |
| 2023 - 2024 | Stade toulousain  | Top 14     | Manager                | Champion de France                     | Champion d'Europe          | -                          |
| 2024 - 2025 | Stade toulousain  | Top 14     | Manager                | Champion de France                     | Éliminé en demi-finale     | -                          |

## Palmarès

### En tant que joueur

#### En club
- Stade toulousain
  - Vainqueur de la Coupe Frantz-Reichel en 1991
  - Vainqueur du Challenge Yves du Manoir en 1993 et 1995
  - Vainqueur du Championnat de France en 1994, 1995 et 1996
  - Vainqueur de la Coupe d'Europe en 1996

- Castres olympique
  - Finaliste du Challenge européen en 2000
  - Vainqueur du Bouclier européen en 2003
  - Vainqueur du Challenge Sud-Radio en 2003

#### En sélection nationale
- Vainqueur du Tournoi des Cinq Nations en 1997 (Grand Chelem)
- Vainqueur des Jeux méditerranéens en 1993[18]
- Finaliste de la Coupe du monde en 1999

##### Tournoi des Cinq Nations
| Édition           | Rang | Résultats France | Résultats Mola | Matchs Mola |
| ----------------- | ---- | ---------------- | -------------- | ----------- |
| Cinq Nations 1997 | 1    | 4 v, 0 n, 0 d    | 1 v, 0 n, 0 d  | 1/4         |

Légende : v = victoire ; n = match nul ; d = défaite ; la ligne est en gras quand il y a Grand Chelem.

##### Coupe du monde
| Édition          | Rang      | Résultats France | Résultats Mola | Matchs Mola |
| ---------------- | --------- | ---------------- | -------------- | ----------- |
| Royaume-Uni 1999 | Finaliste | 5 v, 0 n, 1 d    | 5 v, 0 n, 1 d  | 6/6         |

Légende : v = victoire ; n = match nul ; d = défaite.

### En tant qu'entraîneur
- Stade toulousain
  - Vainqueur du Championnat de France en 2019, 2021, 2023 , 2024 et 2025
  - Vainqueur de la Coupe d'Europe en 2021 et 2024

### Distinctions personnelles
- Nuit du rugby :
  - Meilleur staff d'entraîneur du Top 14
    - 2019 (avec Régis Sonnes, William Servat, Laurent Thuéry, Jean Bouilhou et Clément Poitrenaud),
    - 2021 (avec Jean Bouilhou, Clément Poitrenaud, Laurent Thuéry, Virgile Lacombe et Alan-Basson Zondagh),
    - 2023 (avec Jean Bouilhou, Clément Poitrenaud, Laurent Thuéry et Virgile Lacombe)
    - 2024 (avec Jean Bouilhou, Clément Poitrenaud, Laurent Thuéry et Virgile Lacombe)

## Activités en dehors du rugby
En 2004, Ugo Mola a ouvert le bar La Cocina à Castres avec son ami Mauricio Reggiardo. Ils vendent l'affaire lorsque Reggiardo rentre en Argentine, en 2008.